# Robert Weber (Verleger)
Robert Weber (* 14. April 1838 vermutlich in Erbach, Württemberg; † 7. November 1917 in Heiden; heimatberechtigt in Erbach, ab 1881 in Heiden) war ein Schweizer Buchdrucker und Verleger aus dem Kanton Appenzell Ausserrhoden.

## Leben
Robert Weber war ein Sohn von Johann Michael Weber, Förster, und Amalie Oberbigler. Im Jahr 1864 heiratete er Berta Graf, Tochter von Johann Jakob Graf, Mechaniker in Rehetobel. Er absolvierte eine Schriftsetzerlehre in Ulm. Von 1863 bis 1870 arbeitete er als Buchdrucker im Verlag Zollikofer in St. Gallen. Ab 1870 bis 1872 hatte er eine leitende Position beim Drucker Johannes Schläpfer in Trogen inne. 1873 gründete er eine bis 1996 bestehende Buchdruckerei in Heiden. Von 1873 bis 1895 war er Drucker des vor allem ausserhalb Ausserrhodens bekannten Appenzeller Sonntagsblatts. Ab 1872 war er Verleger des 1866 gegründeten Neuen Appenzeller Kalenders und ab 1874 des Appenzeller Anzeigers. Letzterer avancierte unter seiner Leitung zur geachteten Regionalzeitung und wurde von 1894 bis 1916 auch von Weber redigiert. Er präsidierte die Kurgesellschaft Heiden.